# Michitsuna Takahashi
Michitsuna Takahashi (japanisch 高橋 三千綱 Takahashi Michitsuna; geboren 5. Januar 1948 in Toyonaka, Präfektur Osaka; gestorben 17. August 2021 in Hachiōji) war ein japanischer Schriftsteller.

## Leben und Wirken
Michitsuna Takahashi besuchte die San Francisco State University und die Waseda-Universität, brach jedoch das Studium ab. Seine Erfahrungen aus dem Auslandsstudium verarbeitete er 1971 in seinem Erstlingswerk Shisuko de katarō (シスコで語ろう ‚Reden wir über Cisco‘). Für ein weiteres Buch zu diesem Thema, Taikutsu shinogi (退屈しのぎ ‚Langweile aushalten‘), erhielt er 1974 den Gunzō-Nachwuchspreis. Kugatsu no sora (九月の空 ‚Septemberhimmel‘) wurde 1978 mit dem bedeutenden Akutagawa-Preis ausgezeichnet. Weitere Werke sind Mayonaka no bokusā (真夜中のボクサー ‚Mitternachtsboxer‘) 1982 und O-Edo no yōjinbō (お江戸の用心棒 ‚Türsteher in Edo‘). 
Takahashi schrieb in einem frischen, leichten Stil. Zwei seiner Bücher wurden verfilmt. 1978 entstand aus dem Buch Sasurai no Kōshien (さすらいの甲子園 ‚Das wandernde Kōshien‘) ein Fernsehfilm. Bei der Verfilmung seines Romans „Mitternachtsboxer“ 1983 war er verantwortlich für Produktion, Drehbuch und Regie. Er starb im August 2021 im Alter von 73 Jahren an den Folgen von Leberzirrhose und Speiseröhrenkrebs.